# Discurso do Sportpalast

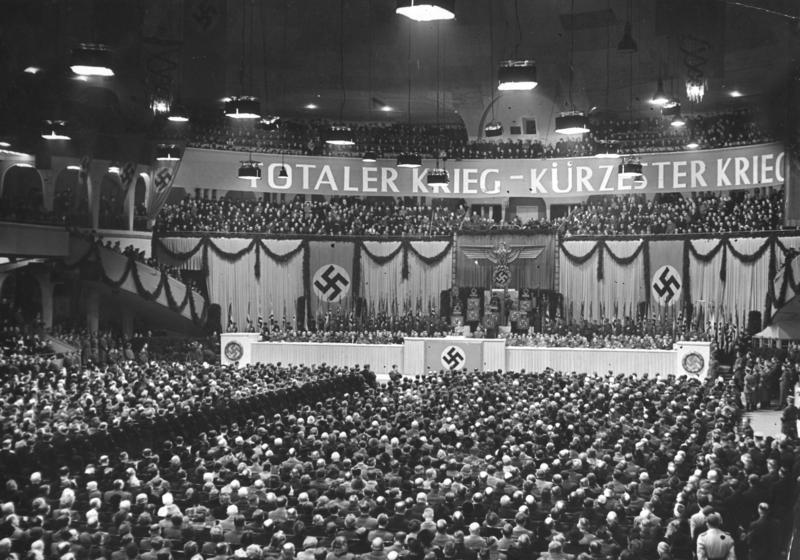
Comício nazista em 18 de fevereiro de 1943 no Sportpalast de Berlim. A faixa diz "Totaler Krieg – Kürzester Krieg" ("Guerra Total – A mais curta das guerras").

O Discurso do Sportpalast foi pronunciado em 18 de fevereiro de 1943 no Sportpalast (palácio de esportes) de Berlim pelo Ministro da Propaganda nazista Joseph Goebbels, diante de milhares de membros do partido nazista, fazendo um apelo à guerra total em um momento em que o curso da Segunda Guerra Mundial desfavorecia as Forças do Eixo.
Considerado o ápice da retórica de Goebbels, o discurso constituiu a primeira afirmação pública dos sérios riscos que a Alemanha estava correndo, tendo sido pronunciado 16 dias após a derrota da Batalha de Stalingrado. Goebbels convocava os alemães a continuar lutando e aceitar "o mais pesado dos fardos para conquistar a vitória" e derrotar o Bolchevismo; a recepção dos membros do partido nazista foi regada de aplausos histéricos.

## Cenário e público
O cenário do discurso no Sportpalast colocou o público atrás e sob uma grande faixa com as palavras em maiúsculas "TOTALER KRIEG - KÜRZESTER KRIEG" ("guerra total - guerra mais curta") junto com estandartes e suásticas nazistas, como visto em fotos e filme do evento.
Embora Goebbels alegasse que a audiência incluía pessoas de "todas as classes e profissões" (incluindo "soldados, médicos, cientistas, artistas, engenheiros e arquitetos, professores, colarinhos brancos"), o propagandista selecionou cuidadosamente seus ouvintes para reagir com fanatismo apropriado. Goebbels disse a Albert Speer que era o público mais bem treinado que se podia encontrar na Alemanha. No entanto, a resposta entusiástica e unificada da multidão registrada na versão escrita, às vezes, não é totalmente suportada pela gravação.

## Detalhes

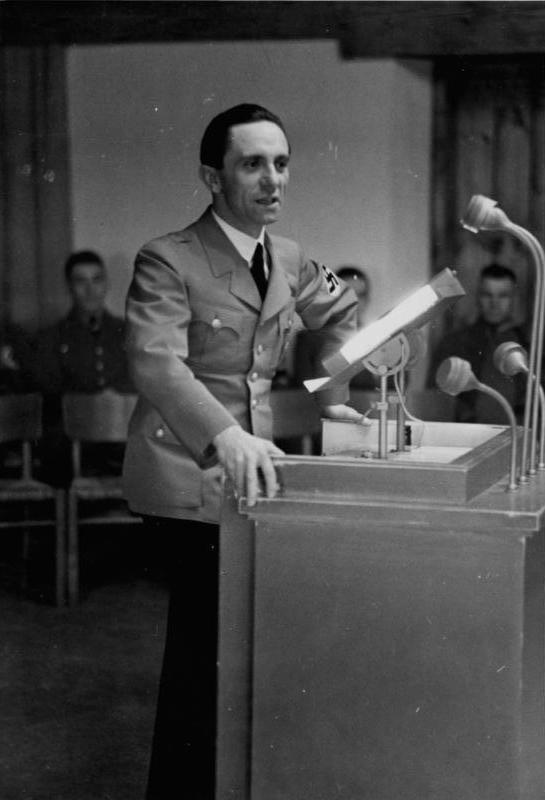
Dr. Goebbels em 1937.

Goebbels reiterou três temas no discurso:
1. Se a Wehrmacht não estivesse em posição de conter o perigo da frente oriental, o Reich alemão cairia nas mãos do bolchevismo e do resto da Europa logo depois.
2. A Wehrmacht, o povo alemão e as Potências do Eixo só tinha forças para salvar a Europa a partir desta ameaça.
3. O perigo estava próximo, e a Alemanha teve que agir rápida e decisivamente.[3]

No discurso, Goebbels explicou detalhadamente a ameaça representada pelo judaísmo internacional: "O objetivo do bolchevismo é a revolução mundial judaica. Eles querem trazer o caos para o Reich e a Europa, usando a desesperança e o desespero resultantes para estabelecer sua organização internacional, bolchevique oculta tirania capitalista. "Rejeitando os protestos de nações inimigas contra as políticas judaicas do Reich, ele afirmou, sob gritos ensurdecedores da audiência, que a Alemanha "pretende tomar as medidas mais radicais, se necessário, em tempo útil".
Enquanto Goebbels se referia à mobilização soviética em todo o país como "diabólica", ele explicou que "não podemos superar o perigo bolchevique a menos que usemos métodos equivalentes, embora não idênticos, [em uma] guerra total". Ele então justificou as medidas de austeridade promulgadas, explicando-as como medidas temporárias.
Historicamente, o discurso é importante na medida em que marca a primeira admissão por parte da direção do Partido de que enfrentavam problemas, e lançou a campanha de mobilização que, indiscutivelmente, prolongou a guerra, sob o lema: "E tempestade, solta-se!" (Und Sturm, brich los!). Goebbels afirmou que nenhum alemão estava pensando em qualquer compromisso e, em vez disso, "toda a nação está pensando apenas em uma guerra dura".

Goebbels tentou contra-atacar relatos da imprensa aliada de que civis alemães haviam perdido a fé na vitória fazendo ao público uma série de perguntas no final, como:
Você acredita com o Führer e nós na vitória final total do povo alemão? Você e o povo alemão estão dispostos a trabalhar, se o Führer mandar, 10, 12 e se necessário 14 horas por dia e dar tudo pela vitória? Você quer uma guerra total? Se necessário, você quer uma guerra mais total e radical do que qualquer coisa que possamos imaginar hoje? 
A versão oral gravada do discurso diferia em alguns aspectos do registro escrito. Especialmente significativo é que no registro oral (vs. escrito) do discurso, Goebbels realmente começa a mencionar o "extermínio" dos judeus, ao invés dos termos menos duros usados na versão escrita para descrever a "solução" , mas capta ele mesmo no meio da palavra.

## Citações
| Alemão original | Tradução para o português |
| --- | --- |
| Deutschland jedenfalls hat nicht die Absicht, sich dieser jüdischen Bedrohung zu beugen, sondern vielmehr die, ihr rechtzeitig, wenn nötig unter vollkommen und radikalster Ausr ... -schaltung [Ausrottung / Aussutchaltgeg] des Judentums. | "A Alemanha, em qualquer caso, não tem intenção de se curvar a esta ameaça judaica, mas sim de confrontá-la no tempo devido, se necessário em termos de erradicação completa e radical ... supressão [lit." corte "] de Judaísmo." |
| […] | […] |
| Ich frage euch: Wollt ihr den totalen Krieg? Wollt ihr ihn, wenn nötig, totaler und radikaler, als wir ihn uns heute überhaupt erst vorstellen können?                                                                                       | "Eu lhe pergunto: você quer uma guerra total? Se necessário, você quer uma guerra mais total e radical do que qualquer coisa que possamos imaginar?"                                                                               |
| […] ._. | […] |
| Nun, Volk, steh auf und Sturm brich los! | "Agora, pessoal, levante-se e deixe a tempestade irromper!" |

A última linha se originou no poema Männer und Buben (Men and Boys) de Carl Theodor Körner durante as Guerras Napoleônicas. As palavras de Körner tinha sido citado por Adolf Hitler em seu discurso 1920 "O que queremos" feito em Munique na Hofbräuhaus, mas também pelo próprio Goebbels em discursos mais velhos, incluindo a sua julho 1932 discurso 6 de campanha antes que os nazistas tomaram o poder na Alemanha.